# Copris rugosus
Copris rugosus är en skalbaggsart som beskrevs av Gillet 1908. Copris rugosus ingår i släktet Copris och familjen bladhorningar. Inga underarter finns listade i Catalogue of Life.